# Majangirfolket
Majangirfolket är en etnisk grupp som lever i sydvästra Etiopien. Enligt folkräkningen 1998 är folkmängden 15 431 personer, men eftersom de lever utspridda i bergen (Stauder 1971), är det högst troligt att folkmängden är betydligt större. En uppskattning från 2004 anger cirka 20 000 personer. De bor framförallt runt staden Tēpī, Mett'i, sydväst om Mizan Teferi och mot staden Gambela. Språket, också kallat majangir, är ett nilo-sahariskt språk i den surmiska språkfamiljen. 